# Rodney Gould
Rodney Gould, född 10 mars 1943 i Banbury, Oxfordshire, död 16 april 2024 i Cheltenham, Gloucestershire, var en brittisk roadracingförare som blev världsmästare i 250GP-klassen säsongen 1970 på en Yamaha. Han var aktiv i flera klasser i världsmästerskapen i rodracing från 1967 till 1972. Gould vann 10 Grand Prix, alla i 250-klassen och tog total 34 pallplatser varav 25 i 250GP, 5 i 350GP och 4 i 500GP.

## Segrar 250GP
| Nr | Grand Prix  | År   |
| -- | ----------- | ---- |
| 1  | Frankrike   | 1970 |
| 2  | Holland     | 1970 |
| 3  | Belgien     | 1970 |
| 4  | Östtyskland | 1970 |
| 5  | Finland     | 1970 |
| 6  | Italien     | 1970 |
| 7  | Sverige     | 1971 |
| 8  | Finland     | 1971 |
| 9  | Holland     | 1972 |
| 10 | Sverige     | 1972 |